# Palais Neuhaus-Preysing
Le palais Neuhaus-Preysing est un palais baroque situé dans la vieille ville de Munich. Il ne faut pas le confondre avec le palais Preysing, baroque lui aussi et situé à proximité. 

## Architecture
Il a été construit en 1737 par Kögelsberger, un employé de l'architecte munichois François de Cuvilliés l'Ancien. Il s’agit d’une nouvelle construction de la famille noble Neuhaus. 
Le bâtiment possède encore l'une des rares façades de palais aristocratique de style Rococo  dans la Prannerstraße à Munich. La façade comporte neuf rangées de fenêtres sur trois étages, la partie centrale comporte un balcon couronné par un pignon triangulaire avec blasons. 

## Histoire
Le bâtiment a servi de deuxième siège du comte Ferdinand Maria Franz Freiherr von Neuhaus. Après plusieurs changements de propriété, la maison fut achetée en 1898 par la Banque centrale de Bavière pour agrandir les locaux commerciaux de l'institution. Mais ce n’est qu’en 1924 que la connexion nécessaire entre les deux bâtiments a été rompue. Pendant longtemps le palais a été utilisé pour le registre de la banque. En 1944, le bâtiment a été bombardé. En 1952, les mesures de sécurité nécessaires pour éviter la ruine ont été mises en place. De 1954 à 1956, les nouvelles conceptions architecturales de l'architecte munichois Erwin Schleich ont été mises en œuvre. La conception originale à l'intérieur du palais a été modifiée. 
Après la fusion avec la Bayerische Vereinsbank en 1971, le Palais et le nouveau bâtiment moderne adjacent du Hiltl-Haus (Prannerstraße 4) sont finalement devenus la propriété de Bayerische HypoVereinsbank AG. 
Dans le cadre du concept du Fünf Höfe 2003-06, le Palais Neuhaus-Preysing a été réaménagé selon les plans des architectes Guido Canali (Parme) et Gilberto Botti (Munich). Derrière l’imposante façade, un centre d’événements a été construit à côté des bureaux et des salles de conférence dans les étages supérieurs.

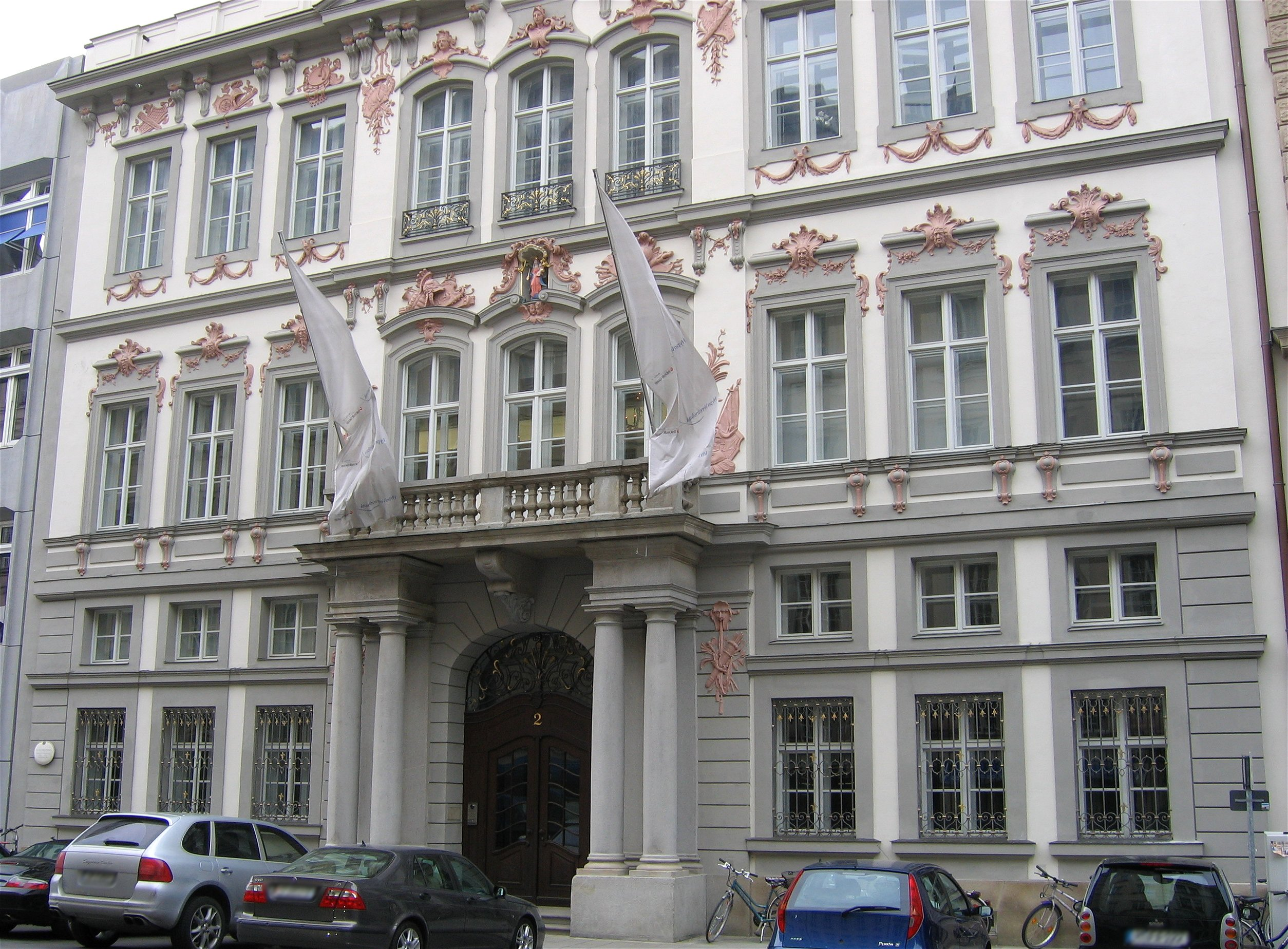
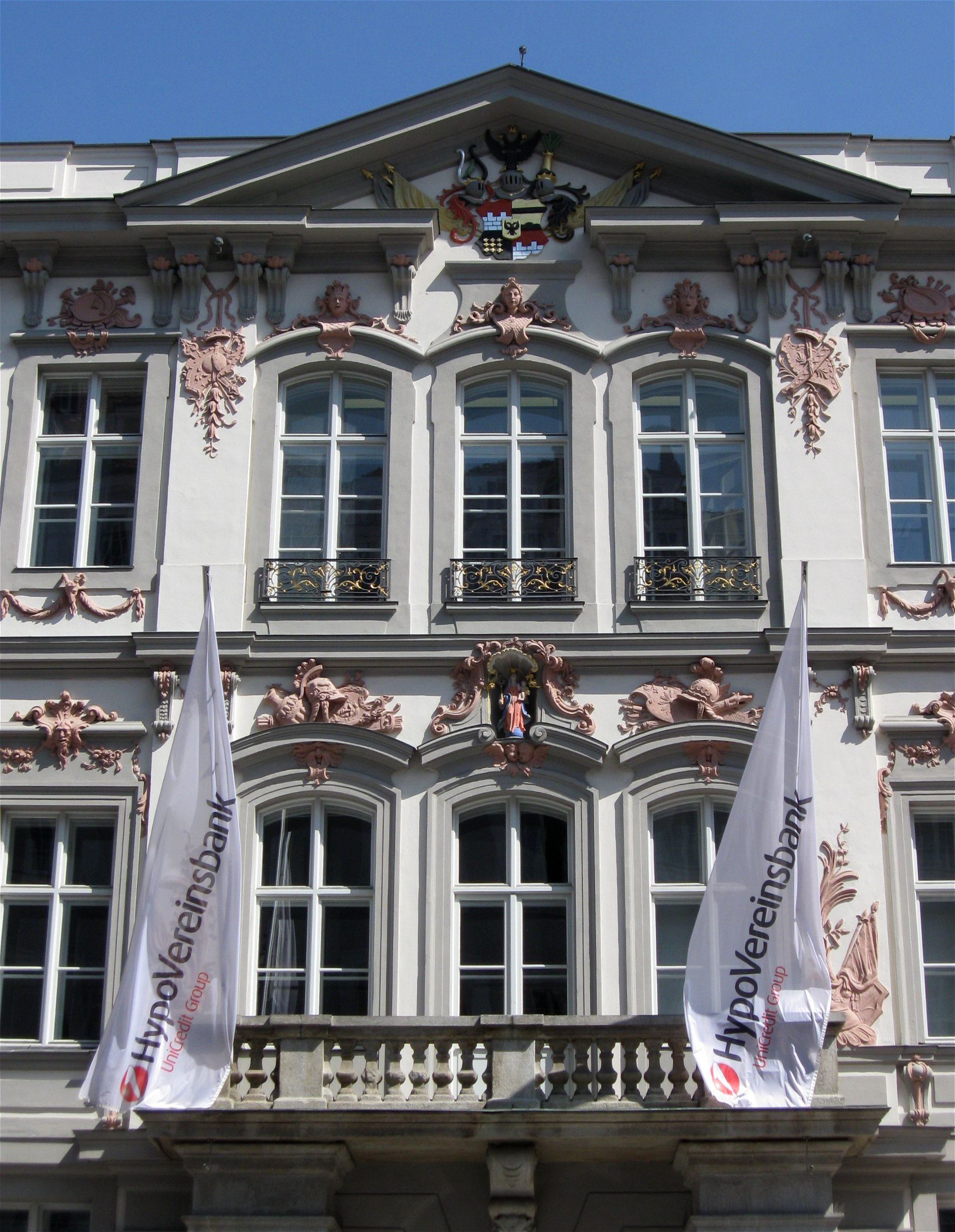
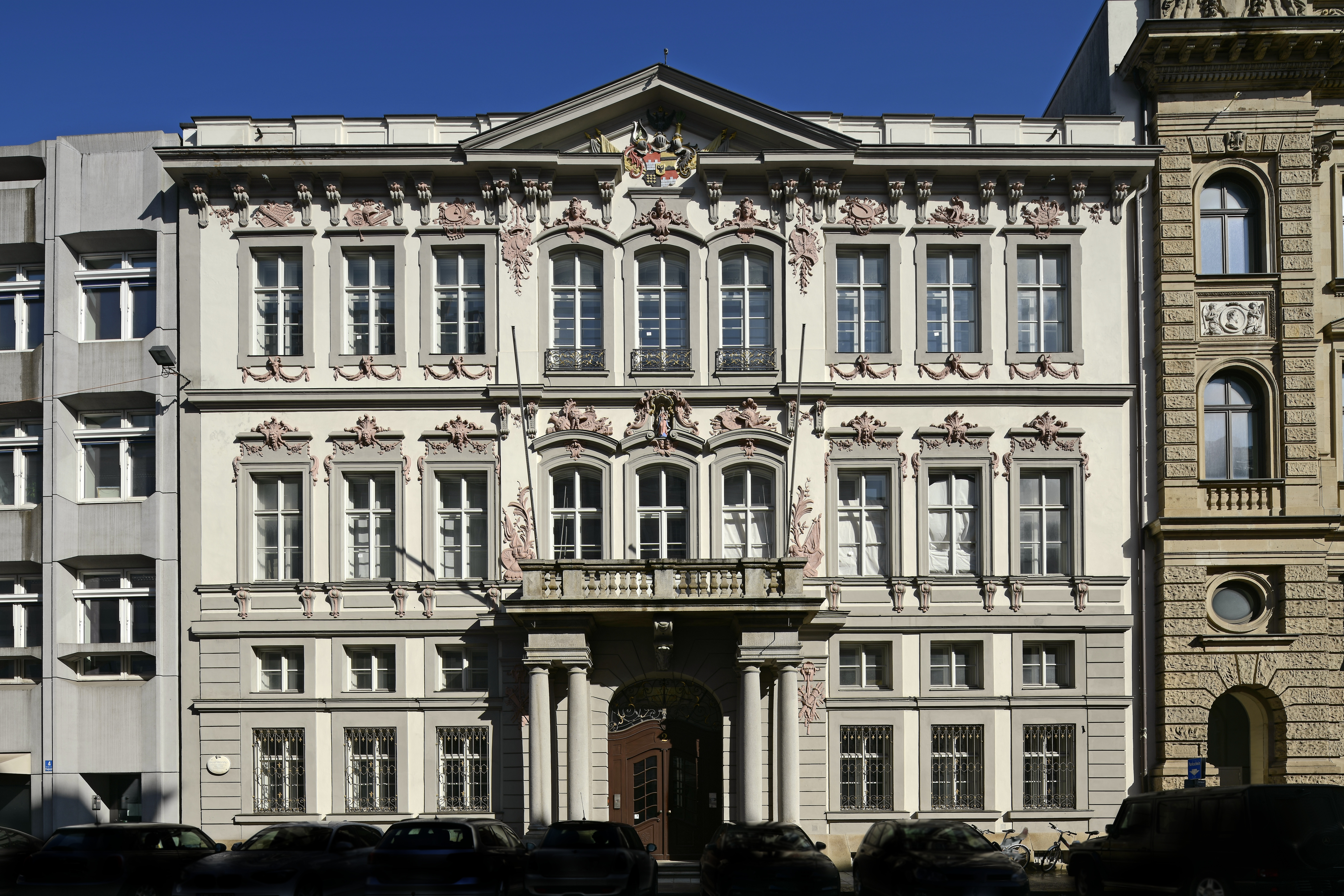

## Littérature
- Elfi Haller, Bayerische Vereinsbank (Hrsg.), Deux palais de la noblesse munichoise: Palais Porcia, Palais Preysing. Bayerische Vereinsbank, abbé central PSE, Munich 1984, DNB 931821347 .
- Konstantin Köppelmann, Dietlind Pedarnig, Palais de Munich. Allitera Verlag, Munich 2016,  (ISBN 978-3-86906-820-6) .
- Helmuth Stahleder, Archives de la ville de Munich (ed.), Livre de maison de la ville de Munich. Volume II: Kreuzviertel. Editeur Ph. CW Schmidt, Neustadt / Aisch 2006,  (ISBN 3-87707-678-5) .